# Hayden Lake
|  | Aquest article tracta sobre la localitat. Si cerqueu el cos d'aigua, vegeu «llac Hayden». |

Hayden Lake és una població a la riba del llac Hayden dins del comtat de Kootenai a l'estat d'Idaho. Segons el cens del 2000 tenia 494 habitants.

## Demografia
Segons el cens del 2000, Hayden Lake tenia 494 habitants, 208 habitatges, i 164 famílies. La densitat de població era de 489,1 habitants/km².
Dels 208 habitatges en un 23,6% hi vivien nens de menys de 18 anys, en un 74% hi vivien parelles casades, en un 4,3% dones solteres, i en un 20,7% no eren unitats familiars. En el 18,3% dels habitatges hi vivien persones soles el 9,1% de les quals corresponia a persones de 65 anys o més que vivien soles. El nombre mitjà de persones vivint en cada habitatge era de 2,38 i el nombre mitjà de persones que vivien en cada família era de 2,65.
Per edats la població es repartia de la següent manera: un 19,2% tenia menys de 18 anys, un 3,4% entre 18 i 24, un 20,2% entre 25 i 44, un 35,4% de 45 a 60 i un 21,7% 65 anys o més.
L'edat mediana era de 49 anys. Per cada 100 dones de 18 o més anys hi havia 95,6 homes.
La renda mediana per habitatge era de 65.893 $ i la renda mediana per família de 67.143 $. Els homes tenien una renda mediana de 50.250 $ mentre que les dones 30.804 $. La renda per capita de la població era de 31.834 $. Aproximadament el 7,7% de les famílies i el 8,3% de la població estaven per davall del llindar de pobresa.

## Poblacions properes
El següent diagrama mostra les poblacions més properes.